# Потенциальная ступенька

Потенциальная энергия как функция координаты: сплошная линия — простейшая модель ступеньки со скачком потенциала, пунктирная — модель, имитирующая размытие.

Потенциа́льная ступе́нька — профиль потенциальной энергии частицы {\displaystyle U}, характеризующийся резким переходом от одного (принимаемого за нулевое, для удобства) значения к другому ({\displaystyle V_{0}}). Такие профили анализируются в квантовой механике, при этом коэффициент прохождения частицы с полной энергией {\displaystyle E>V_{0}} оказывается отличным от единицы.
Простейшим профилем потенциала указанного типа является скачок:
{\displaystyle U(x)=0} при {\displaystyle x<0\quad } и {\displaystyle \quad U(x)=V_{0}} при {\displaystyle x>0}.
Для учёта некоторого размытия перехода используется выражение
{\displaystyle U(x)={\frac {1}{2}}V_{0}\left(1+\mathrm {th} {\frac {x}{2a}}\right),\,a={\mbox{const}}>0},
моделирующее монотонное возрастание от 0 на {\displaystyle -\infty } до {\displaystyle V_{0}} на {\displaystyle +\infty }.
Потенциальная ступенька может формироваться, например, координатной зависимостью энергии {\displaystyle U(x)=E_{c}(x)} дна зоны проводимости полупроводниковой гетероструктуры, когда из-за разности сродства к электрону двух материалов на их стыке возникает достаточно резкий скачок {\displaystyle E_{c}}.

## Модель скачкообразной ступеньки
Стационарное уравнение Шрёдингера для скачкообразной потенциальной ступеньки имеет вид:
{\displaystyle -{\frac {\hbar ^{2}}{2m}}\Psi ''(x)+V_{0}\Psi (x)=E\Psi (x)} для {\displaystyle x>0},
и то же самое без слагаемого с {\displaystyle V_{0}} для {\displaystyle x<0}. Здесь {\displaystyle m} — масса частицы, {\displaystyle \hbar } — редуцированная постоянная Планка, а 
{\displaystyle \Psi } — волновая функция частицы. Предполагается, что частица движется в сторону положительных {\displaystyle x}. Далее все символы с цифрой 1 относятся к области {\displaystyle x<0}, а с цифрой 2 — к {\displaystyle x>0}.
Считая, что {\displaystyle E>V_{0}}, волновую функцию для областей 1 ({\displaystyle \Psi =\psi _{1}}) и 2 ({\displaystyle \Psi =\psi _{2}}) запишем как
{\displaystyle \psi _{1}(x)=e^{ik_{1}x}+re^{-ik_{1}x}\,(x<0)}
{\displaystyle \psi _{2}(x)=te^{ik_{2}x}\,(x>0)},
где
{\displaystyle k_{1}={\sqrt {\frac {2mE}{\hbar ^{2}}}},\qquad k_{2}={\sqrt {\frac {2m(E-V_{0})}{\hbar ^{2}}}}}.
Из требования непрерывности волновой функции и её производной в точке {\displaystyle x=0} получим
{\displaystyle 1+r=t}
{\displaystyle i\hbar k_{1}-ir\hbar k_{1}=it\hbar k_{2}},
что даёт
{\displaystyle r={\frac {k_{1}-k_{2}}{k_{1}+k_{2}}},\qquad t={\frac {2k_{1}}{k_{1}+k_{2}}}}.
В итоге имеем коэффициенты отражения (надбарьерного отражения) и прохождения:
{\displaystyle R=|r|^{2}=\left({\frac {1-{\sqrt {1-V_{0}/E}}}{1+{\sqrt {1-V_{0}/E}}}}\right)^{2},\qquad T={\frac {k_{2}}{k_{1}}}|t|^{2}={\frac {4{\sqrt {1-V_{0}/E}}}{\left(1+{\sqrt {1-V_{0}/E}}\right)^{2}}}}.
Этот результат принципиально отличается от классического: в классической механике никакого отражения в таком случае нет, а {\displaystyle T=1} независимо от {\displaystyle E}.

## Модель размытой ступеньки
Стационарное уравнение Шрёдингера для размытой потенциальной ступеньки (степень размытия задаётся параметром {\displaystyle a}: чем он меньше, тем ближе потенциал к скачкообразному) записывается:
{\displaystyle -{\frac {\hbar ^{2}}{2m}}\Psi ''(x)+{\frac {1}{2}}V_{0}\left(1+\mathrm {th} {\frac {x}{2a}}\right)\Psi (x)=E\Psi (x)}
Если обозначить {\displaystyle k={\sqrt {2mE/\hbar ^{2}}}} и {\displaystyle \lambda ={\sqrt {2mV_{0}a^{2}/\hbar ^{2}}}}, то оно примет вид
{\displaystyle \Psi ''(x)+\left(k^{2}-{\frac {\lambda ^{2}}{2a^{2}}}\left(1+\mathrm {th} {\frac {x}{2a}}\right)\right)\Psi (x)=E\Psi (x).}
Если сделать замену переменной
{\displaystyle y={\frac {1}{1+e^{\frac {x}{a}}}},}
то, с учётом обозначения {\displaystyle \varkappa =ka}, приведётся к виду:
{\displaystyle y(1-y)\Psi ''(y)+(1-2y)\Psi '(y)+\left({\frac {\varkappa ^{2}}{y(1-y)}}-{\frac {\lambda ^{2}}{y}}\right)\Psi (y)=0.}
Так как точки {\displaystyle y=0} и {\displaystyle y=1} являются особыми точкам данного уравнения, то естественно искать решение в виде:
{\displaystyle \Psi (y)=y^{\nu }(1-y)^{\mu }f(y).}
Если выбрать {\displaystyle \nu ={\sqrt {\lambda ^{2}-\varkappa ^{2}}}} и {\displaystyle \mu =i\varkappa }, то уравнение приведётся к гипергеометрическому уравнению Гаусса:
{\displaystyle y(1-y)f''(y)+\left((2\nu +1)-(2\mu +2\nu +2)\right)f'(y)-(\mu +\nu )(\mu +\nu +1)f(y)=0.}
Выбирая решения с правильной асимптотикой, получим
{\displaystyle f(y)=C\;_{2}F_{1}(\mu +\nu ,\mu +\nu +1;2\nu +1;y)}
Тогда можно получить коэффициенты отражения и прохождения. В случае {\displaystyle E<V_{0}}:
{\displaystyle R=1,\qquad T=0.}
Таким образом, наблюдается полное отражение. В случае {\displaystyle E>V_{0}} с учётом обозначения {\displaystyle \sigma =i\nu }:
{\displaystyle R=\left({\frac {\mathrm {sh} \pi (\varkappa -\sigma )}{\mathrm {sh} \pi (\varkappa +\sigma )}}\right)^{2}}
В пределе {\displaystyle a\rightarrow 0}
{\displaystyle R=\left({\frac {\varkappa -\sigma }{\varkappa +\sigma }}\right)^{2}},
что совпадает с результатом предыдущего раздела, если вернуться к изначальным переменным.